# Terejovití
Terejovití (Sulidae) je čeleď středně velkých až mohutných mořských ptáků z řádu terejů (Suliformes). Dospělí jedinci dosahují délky těla 64–100 cm a váhy v rozmezí 0,7–3,6 kg. Jejich statné tělo se silným krkem, dlouhými křídly, blanitýma nohama a kuželovitým zobákem je dobře přizpůsobeno lovu pod vodou, kterému předchází střemhlavý pád. Nápadným vnějším znakem terejovitých jsou pestře zbarvené nohy a kůže kolem zobáku, které slouží jako vizuální signály v době toku. Vyskytují se v Indickém, Atlantském a Tichém oceánu, kde hnízdí na menších ostrovech. Zatímco populace některých druhů přesahuje milion jedinců, vzácný terej Abbottův hnízdí pouze na Vánočním ostrově v počtu několika tisíc ptáků.
Jedná se o rybožravé ptáky, avšak hlavně v tropech mohou požírat i desetiramenatce. Hnízdí v koloniích, často hustě osídlených, které mohou v krajním případě zahrnovat i více než sto tisíc hnízd. Partnerská péče je sdílená. Námluvy se vyznačují ritualizovaným, okázalým tokem. Zatímco některé druhy kladou vejce do důlku v zemi, jiné druhy na hromádku ve tvaru nízké sopky a terej červenonohý a Abbottův si staví hnízdo z klestí na stromech. Samice klade 1–3 vejce, nejčastěji nakonec vyvádí pouze jedno mládě. Jako ohrožený je hodnocen terej Abbottův s jedinou hnízdní lokalitou, a terej jihoafrický, jehož populační pokles způsobil kolaps populací sardinek u pobřeží Namibie.

## Popis
Terejovití jsou středně velcí až velcí mořští ptáci s aerodynamickým tělem. Mají dlouhá, špičatá křídla, klínovitý ocas a silný krk s mohutnými svaly. Dospělí jedinci dosahují délky těla 64–100 cm a hmotnosti v rozmezí 0,7–3,6 kg. Rozpětí křídel bývá od 1,4–1,7 m. Statný, kuželovitý zobák je doplněn nápadně zbarvenou holou kůží kolem zobáku a krku, kterou terejovití využívají jako vizuální signál během námluv. Zobák je dlouhý; delší horní čelist je mírně zaháknutá přes tu spodní. Horní čelist je pohyblivá nahoru, což umožňuje terejovitým uchopit i velkou kořist. Samec i samice vypadají stejně. Mívají stejnou velikost, nebo bývá samice o něco větší.

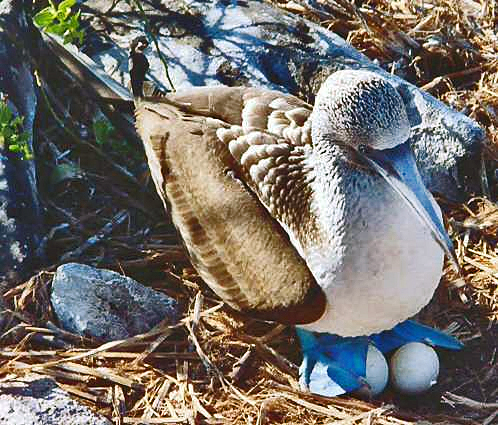
Terej modronohý při inkubaci (Galapágy)

Oči jsou umístěny po stranách zobáku a směřují dopředu, což zajišťuje dobré binokulární vidění, které pomáhá při lovu ryb během letu. Spodní část těla (břicho, krk i hlava) bývá světlá, což umožňuje efektivní kamufláž vůči rybám při pohledu zezdola. Výjimkou jsou některé populace tereje červenonohého, které mají tmavou spodinu. Horní části těla (hlavně křídla) jsou nejčastěji tmavá. Letky obsahují melanin, který chrání peří před UV zářením a solí. Krátké nohy umístěné vzadu pomáhají při plavání a udržování rovnováhy na moři. Bývají sytě zbarvené a terejovití je využívají při námluvách. Dobře vyvinuté blány mezi prsty jsou silně vaskularizované, tzn. prostoupeny hustou změtí cév, které zajišťují přívod tepla, jež terejovití využívají pro zahřívání vajec. Tito ptáci totiž během inkubace sedí na svých patách, a své blány rozprostřou přes vejce. Hnízdní nažina se jim nevyvíjí.

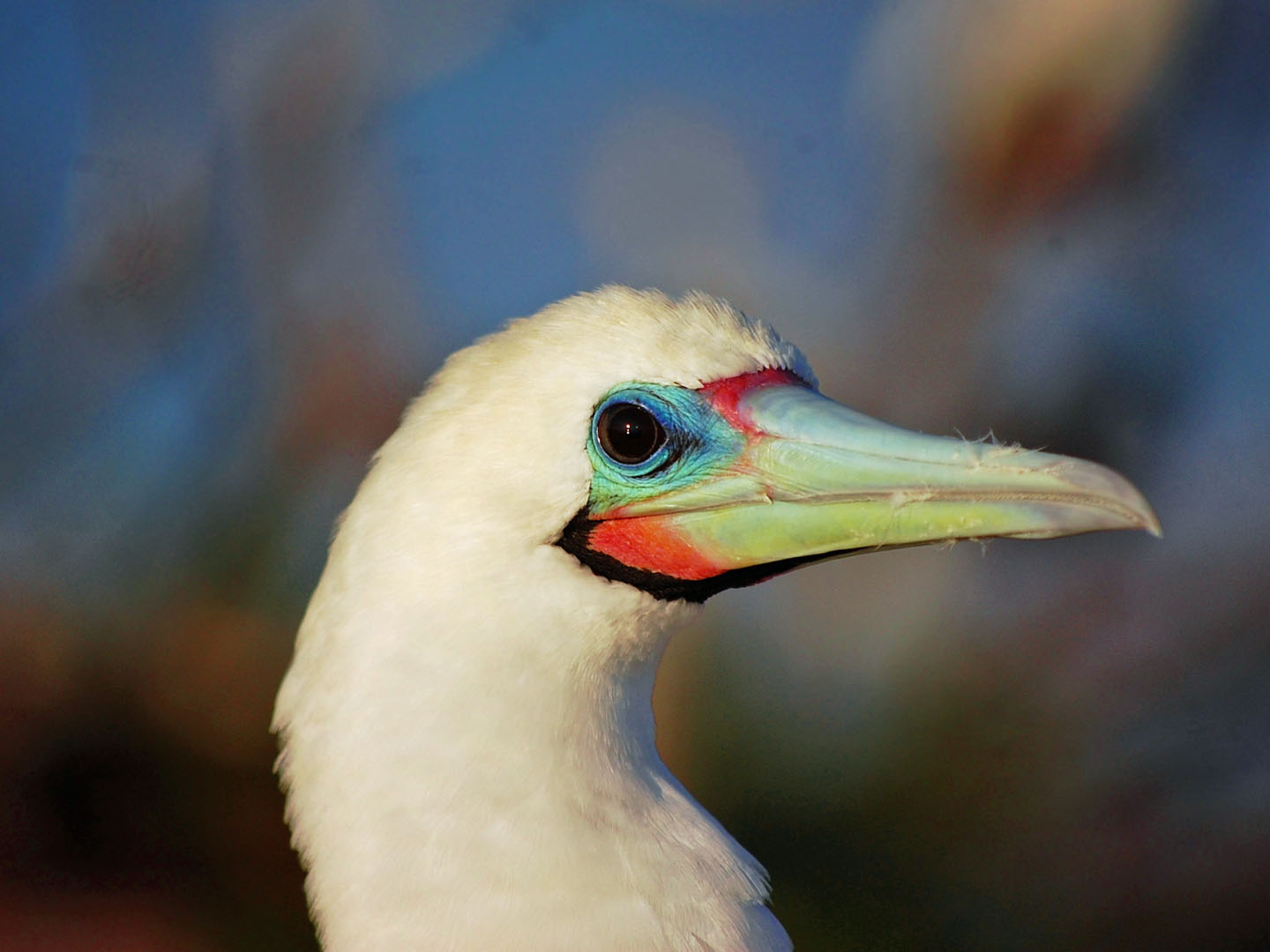
Detail obličeje tereje červenonohého s nápaditou pestrobarevnou kůží (Filipíny)

Bílé tělesné zbarvení přítomné zvláště u rodu Morus je možné spatřit na mnohakilometrovou vzdálenost, což způsobuje, že se terejovití navzájem vidí a často se slétávají u zdrojů potravy ve vysokých počtech. To jim poskytuje výhodu při lovu hejnovitých ryb, které jsou vysokým počtem útoků zmateny a terejovitým je umožněn efektivnější lov. Lovu ryb pod vodou jsou terejovití přizpůsobení i fyziologicky: mají podkožní tuk a vzdušné vaky, které tlumí dopady do vody. Nápadným znakem terejovitých je pestrá neopeřená kůže kolem zobáku a na tvářích, doplněná pestře zbarvenýma nohama. Toto zbarvení je způsobeno melaninem a jeho formami (eumelanin, feomelanin aj.), karotenoidy, xanthofyly a dalšími přírodními barvivy. Pigmenty získávají terejovití z potravy, jejíž složení se může u různých populací značně lišit, a proto se může lišit i pigmentární zbarvení.

## Výskyt

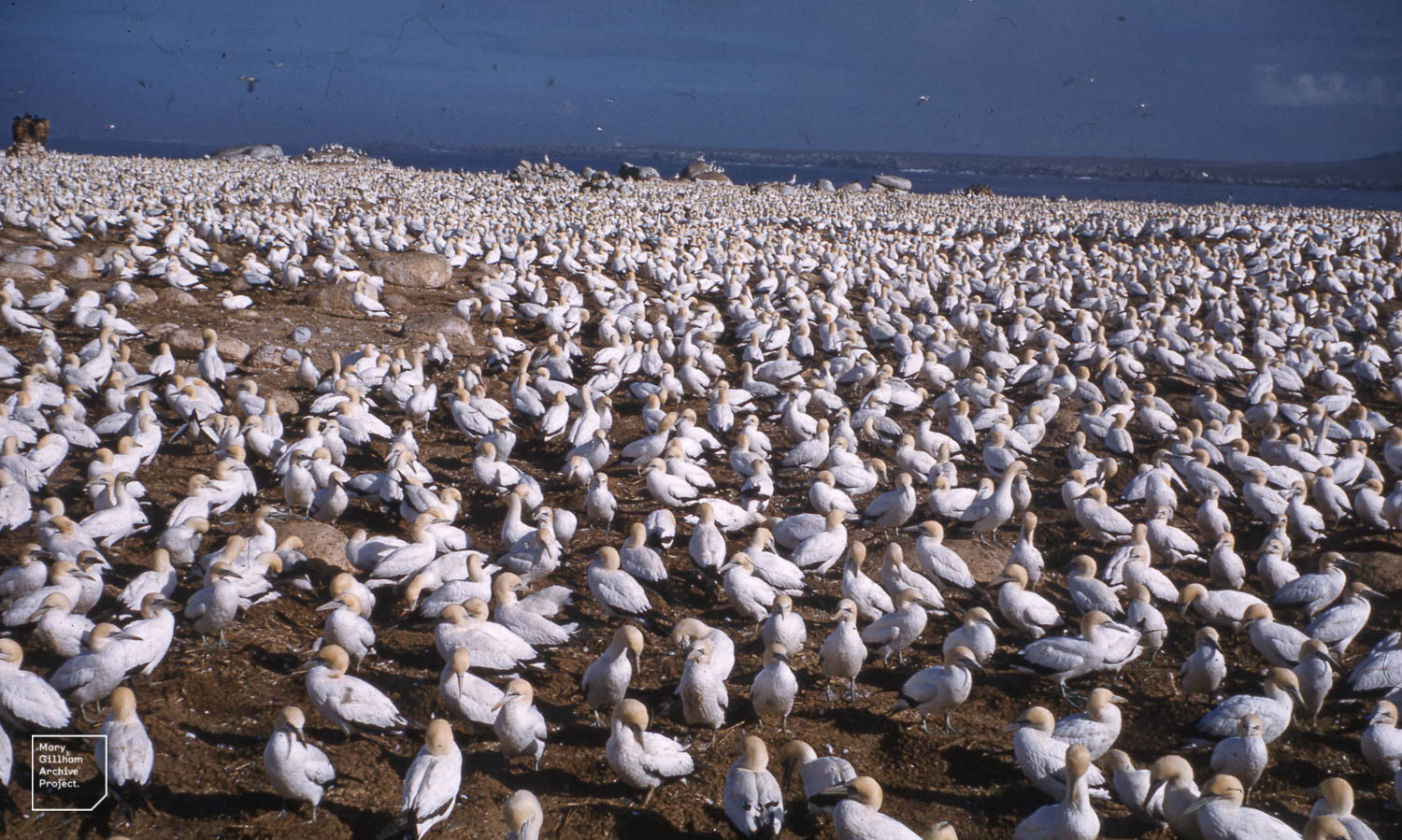
Kolonie tereje jihoafrického (Jihoafrická republika)

Terejovití se vyskytují v Indickém, Atlantském a Tichém oceánu. Zástupci rodu Morus většinou hnízdí v oblastech studenějších až mírně teplých vod severního Atlantiku, jižní Afriky, Austrálie a Nového Zélandu. Po vyhnízdění se rozletí blíže k rovníku. Terej červenonohý, maskový a žlutonohý se vyskytují v tropických částech všech oceánů. Terej guánový, modronohý a Sula brewsteri obývají východní Pacifik. Ohrožený terej Abbottův hnízdí pouze na Vánočním ostrově. Terejovití tráví většinu času na moři, kde se pohybují většinou daleko od pobřeží, avšak nezalétávají příliš daleko za kontinentální šelfy. Na pevninu přilétávají hlavně za účelem hnízdění. Hnízdí na menších ostrovech mezi 67° s. š. a 46° j. š. Nejvyšší početnosti dosahuje terej guánový, maskový, žlutonohý a červenonohý, jejichž populace přesahuje milion jedinců. Nejvzácnější terej Abbottův se vyskytuje v populaci o několika tisících ptáků.

## Biologie a chování

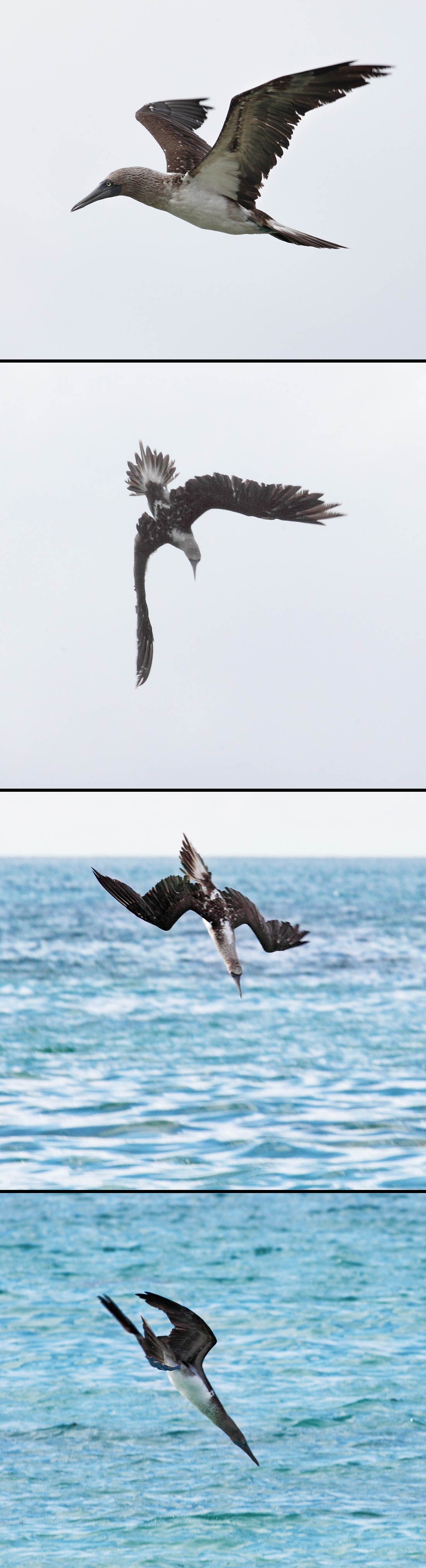
Studie střemhlavého letu tereje modronohého

### Potrava
Terejové se živí různými druhy hejnovitých ryb, jako jsou makrely, sardinky či sardele. V oblasti tropů požírají i letounovité a desetiramenatce. Svou kořist loví pod vodou, do které se vrhají střemhlavými lety z výšky 10–30 m, občas až z výše 100 m. Během střemhlavého letu přitisknou křídla těsně k tělu, aby co nejvíce snížili odpor vzduchu. Díky obrovské rychlosti a torpédovitému tělu se po střemhlavém letu mohou zanořit až do několikametrové hloubky, s pomocí křídel a nohou dosahují hloubek až 25 m. Při letu z výšky nabírají rychlost přes 100 km / h. Zástupci rodu Morus se do vody vrhají v takřka vertikální pozici, ostatní terejové v poměrně nízkém úhlu. Tato lovecká technika umožňuje terejovitým vytěžovat větší, energeticky vydatné druhy hejnovitých ryb, na které ostatní ptáci nedosáhnou. Po polapení kořisti do zobáku terejové stáhnou křídla těsně k tělu a zamíří k hladině. Potravu polykají vcelku již pod vodou, čímž se vyhýbají možnosti uzmutí potravy jinými druhy ptáků, jako jsou fregatky nebo racci.
Terejové se často krmí v hejnech, která mohou čítat i několik set jedinců. Hlavně zástupci rodů Sula a Papasula nezřídka využívají přítomnosti větších predátorů, jako jsou delfínovití kytovci nebo tuňáci, kteří nahánějí hejna menších ryb k hladině. Zástupci rodu Morus často následují rybářské lodě, za kterými se krmí na zbytcích mořských živočichů vržených zpět do moře. Terej modronohý se často potápí i během posedávání na hladině, podobně jako to dělají kormoráni.

### Hnízdění

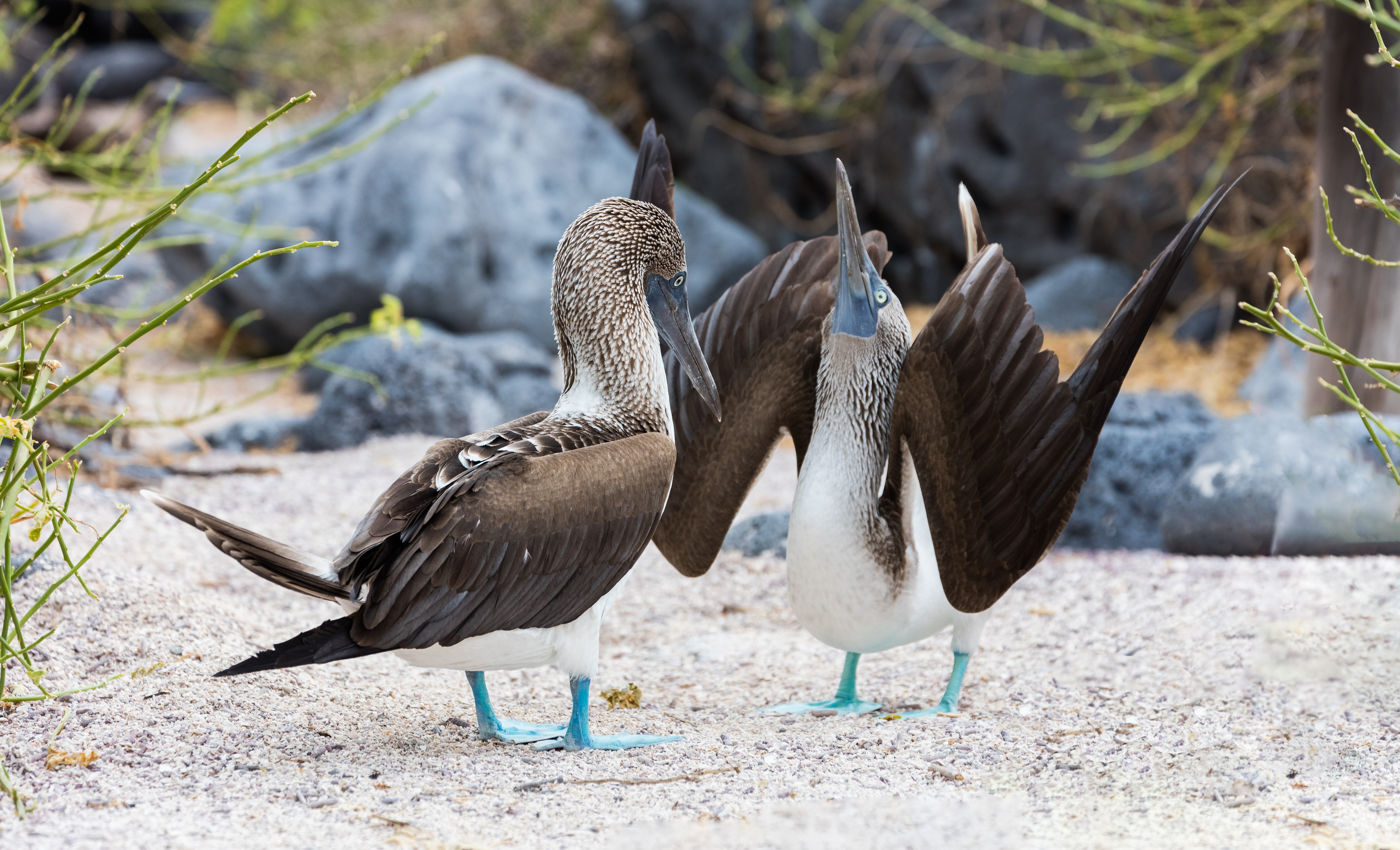
Terej modronohý při námluvách (Galapágy)

Terejovití hnízdí v koloniích. Ty u některých druhů, jako je terej guánový, červenonohý a jihoafrický, mohou zahrnovat i více než sto tisíc hnízd. Námluvy a obrana teritorií zahrnují řadu vysoce ritualizovaných a nápaditých póz. Ty jsou nejlépe vyvinuty o agresivních druhů, jako je terej bílý, který hnízdí ve velkých hnízdních hustotách, často na vrcholcích útesů. U rodu Sula a Papasula je agrese méně častá. Terej Abbottův se teritoriální agresi a vůbec jakýmkoliv fyzickým potyčkám u hnízdišť vehementně vyhýbá, jelikož po pádu z výše korun stromů na zem by již nebyl schopen vzlétnout. Terejovití většinou neútočí na sebe navzájem, ale angažují se v tzv. přesměrované agresi, kdy si jedinci vybíjejí agresi nikoliv jeden na druhém, ale na předmětech kolem sebe, což vede například ke kousání země nebo větví. Zatímco zástupci rodu Sula brání určité hnízdní teritorium kolem hnízda, u druhů z rodu Morus se teritorium omezuje na jejich hnízdo, takže se terejové naparují přímo na něm. Ritualizované chování často zahrnuje ukazování sytě zbarvených částí těla (kůže na tvářích a zobáku, nohy). K těm nejzajímavějším ritualizovaným pózám patří opatrné přešlapování tereje modronohého, během kterého jedinec dává na odiv své pestře modré nohy. Následuje roztažení křídel a natočení jejich horní strany směrem k samici. Nezadané samice terejů často podnikají přelety nad koloniemi nebo se po koloniích procházejí, než si nakonec vyberou vytouženého partnera.

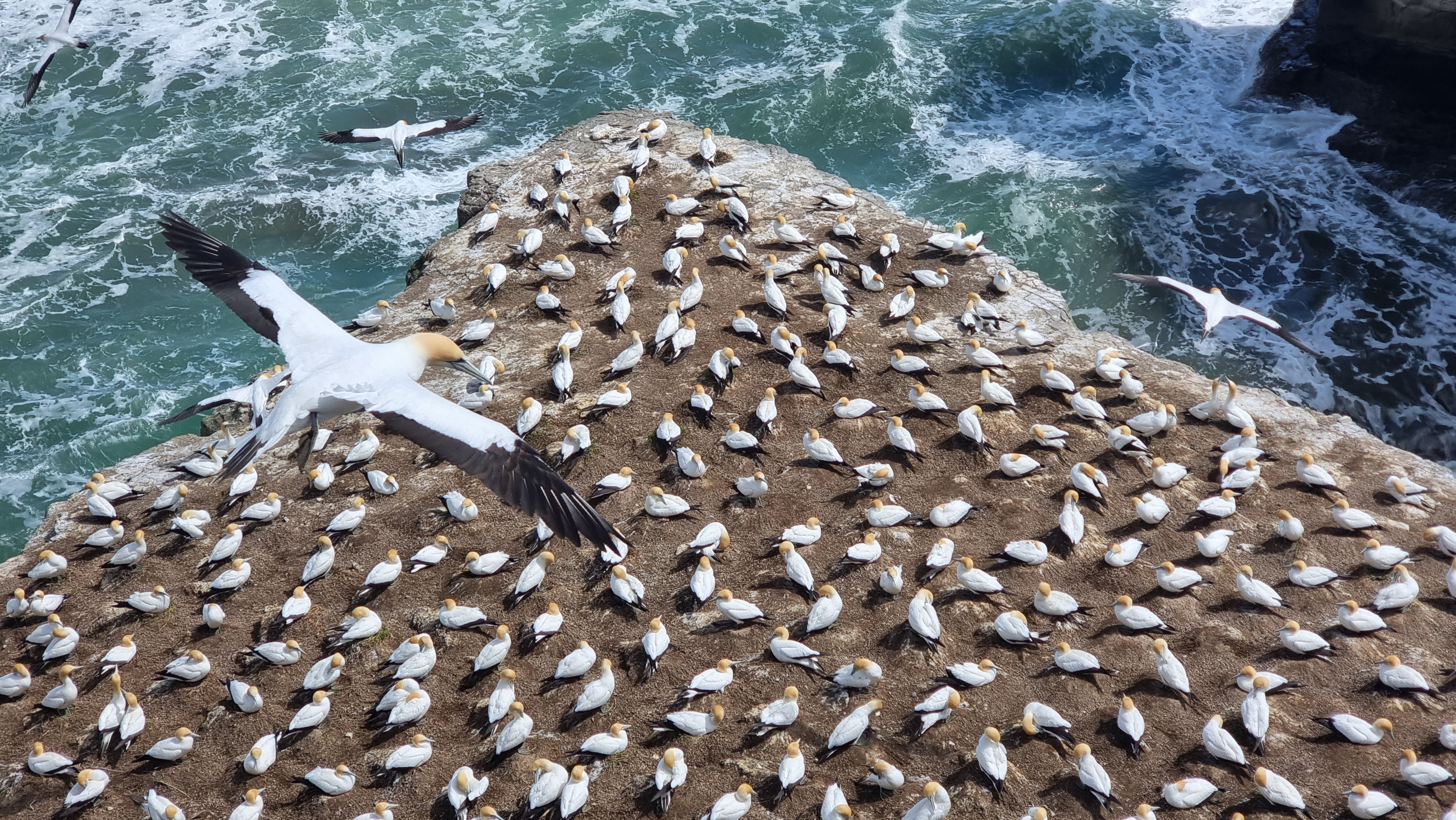
Terej australský při přeletu nad kolonií (Nový Zéland)

Terejovití utváří monogamní páry. Rodičovská péče včetně inkubace vajec a krmení ptáčat je sdílena mezi oběma partnery. Typ hnízdiště se u jednotlivých druhů značně liší. Zatímco některé druhy hnízdí přímo na zemi (terej maskový aj.), jiní terejové si staví jednoduché hnízdo z klestí na stromech (terej červenonohý, Abbottův). Zástupci rodu Morus si na zemi staví hnízdní hromádky ve tvaru širokých, nízkých sopek s širokým, mělkým kráterem uprostřed. Bývají postaveny z mořských řas, trávy a peří, které dohromady pojí guáno. Samice terejovitých snáší 1–3 vejce. Pouze terej guánový, který má přístup k bohatým zásobám sardelů v Peruánském proudu, pravidelně vychovává 2 nebo 3 mláďata. U jiných druhů, které snáší více než jedno vejce (terej maskový, žlutonohý), vždy dochází k zabití mladšího mláděte starším potomkem. Terej modronohý občas vyvádí dvě mláďata, avšak v případě nedostatku potravy starší sourozenec usmrcuje mladšího.

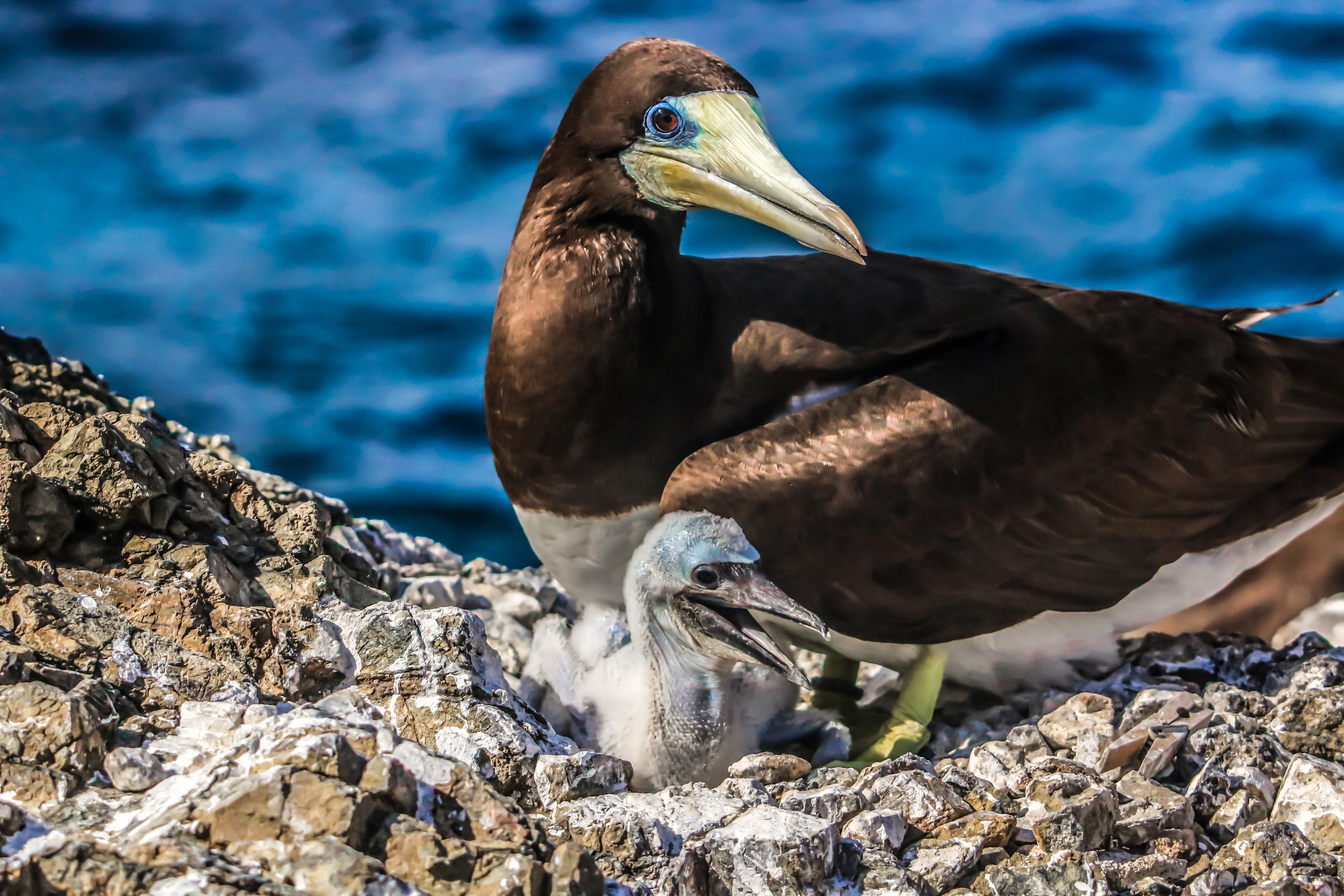
Terej žlutonohý na hnízdě a mládětem (Brazílie)

Většina terejovitých zahnizďuje jednou ročně, v případě zániku snůšky v první polovině inkubace může dojít ke snůšce náhradní. Většina terejů Abbottových zahnizďuje pouze jednou za dva roky, protože jejich inkubace, hnízdní i pohnízdní péče jsou značně prodloužené a celý hnízdní cyklus trvá kolem 16 měsíců. Vejce terejů jsou vzhledem k tělesným proporcím samic malé a lehké. Relativně jsou nejlehčí u tereje bílého, kde představují pouze kolem 3,3 % hmotnosti samice. Relativně největší vejce snáší samice tereje Abbottova, u které vejce představuje až 8 % její hmotnosti. Skořápky vajec jsou zesílené, aby odolaly váze inkubujících dospělců, kteří zahřívají vejce s pomocí prokrvených blán a na vejcích často jen stojí. Inkubace trvá kolem 41–45 dní a ptáčata vylétávají z hnízda po 2,5 měsících. Čestnou výjimku představuje terej Abbottův s velmi dlouhou inkubací (57 dní) i hnízdní péčí (5 měsíců). Inkubační směny trvají od několika hodin do několika dní v závislosti na klimatických podmínkách a vzdálenosti lovišť. Některé druhy terejů, zvláště zástupci rodu Morus, dolétávají za potravou v době hnízdění i stovky kilometrů daleko.

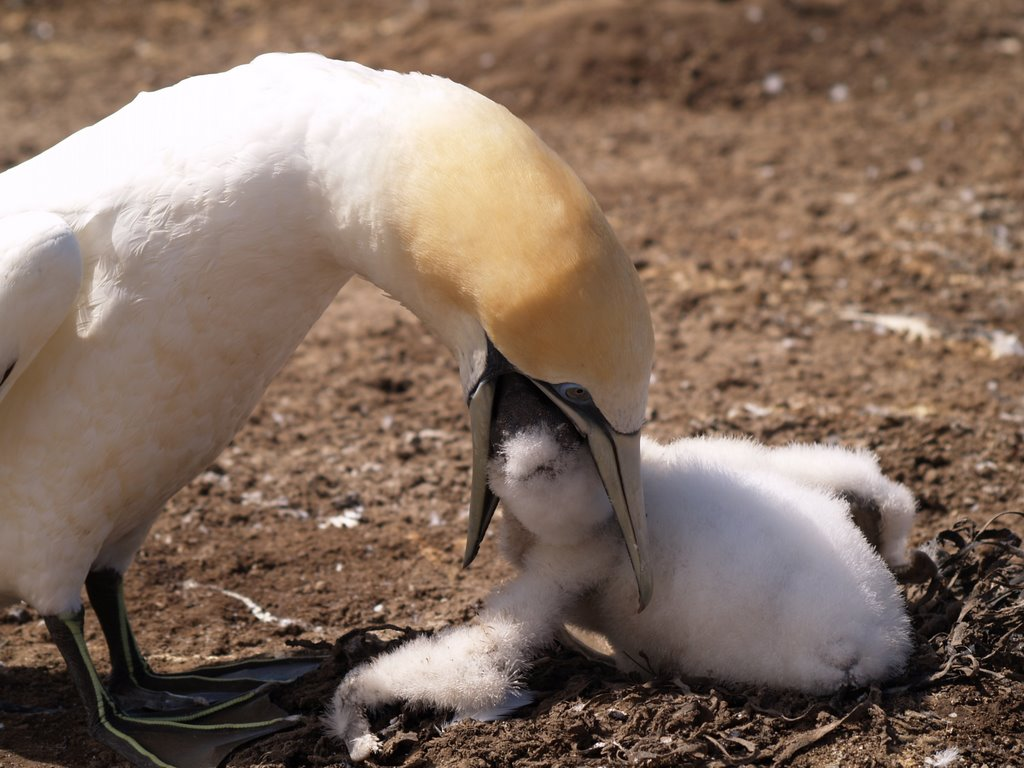
Krmení mláděte u tereje australského (Nový Zéland)

Ptáčata se rodí neopeřená. Barva jejich kůže se liší v závislosti na druhu i populaci, a patrně odráží jídelníček samice. Po vyklubání je rodiče přemístí na své plovací blány, a v prvních několika dnech novorozeňata neustále zahřívají. Od stáří asi jednoho měsíce je začnou nechávat samotná. I po vylétnutí z hnízda jsou nedospělí jedinci nadále krmeni rodiči, a to až po dobu 9 měsíců. V této době se nedospělí ptáci naučí potápění a lovu ryb. Po ukončení potravní závislosti na rodičích se mladí ptáci rozlétají na moře. Hlavně terej Abbottův a zástupci rodu Morus jsou dlouhodobě věrní svým hnízdištím i partnerům; terejovití z rodu Sula mohou každoročně měnit jak kolonii, tak partnera. Pohlavní dospělost nastává ve věku kolem 4–6 let. Terejové se průměrně dožívají kolem 20 let, mohou však žít až kolem 40 let.

## Systematika

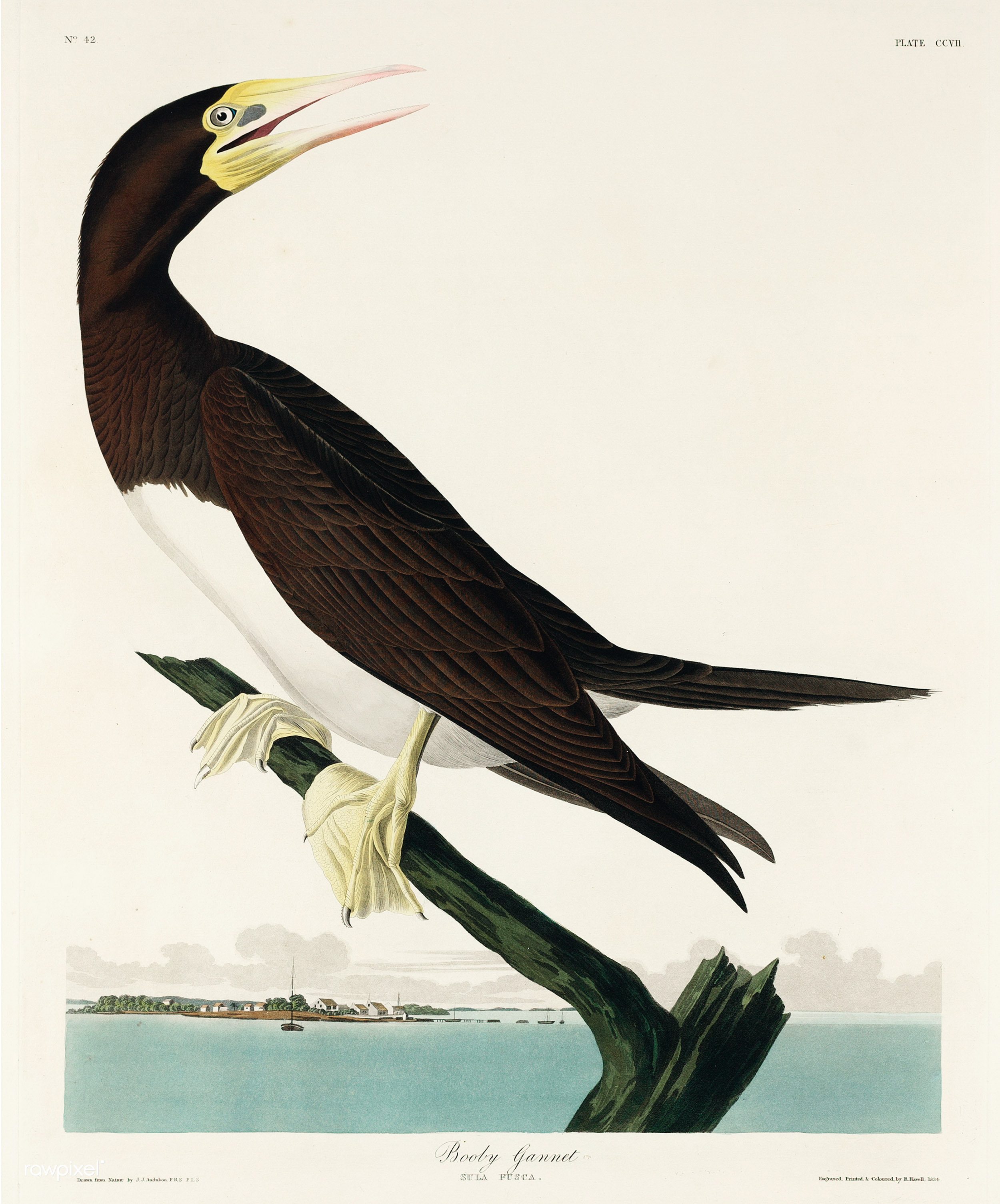
Ilustrace tereje žlutonohého (1827)

### Vnější taxonomie

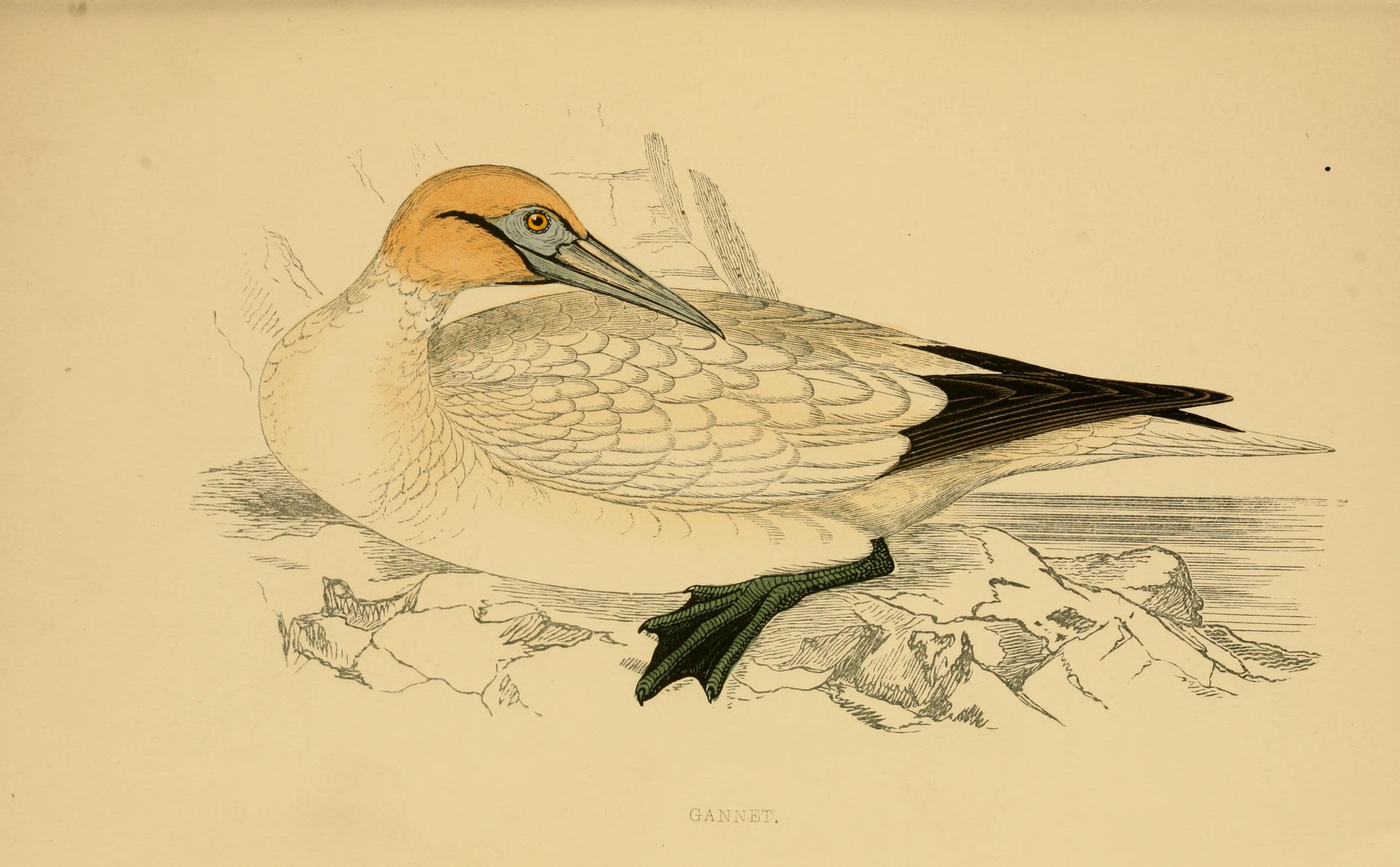
Ilustrace tereje bílého (1862)

Za formální autoritu čeledi terejovitých se považuje německý přírodovědec Ludwig Reichenbach, který čeleď pojmenoval v roce 1849. Terejovití byli tradičně řazeni mezi veslonohé (Pelecaniformes), nicméně tento řád se ukázal v původní podobě jako polyfyletický (tzn. zahrnující nepříbuzné čeledi ptáků) a terejovití spolu s několika dalšími skupinami ptáků byli vyčleněni do samostatného řádu s názvem terejové (Suliformes). Moderní morfologické i molekulární analýzy ukazují, že terejovití utvářejí sesterskou skupinu ke kladu zahrnujícím anhingovité (Anhingidae) a kormoránovité (Phalacrocoracidae), zatímco fregatkovití (Fregatidae) představují bazální čeleď řádu terejů. V kladogramu by postavení terejovitých v rámci širší systematiky vypadalo takto:
|  | terejovití (Sulidae)                                                                           |
|  |                                                                                                |
|  | \| \| anhingovití (Anhingidae) \| \| \| \| \| \| kormoránovití (Phalacrocoracidae) \| \| \| \| |
|  |                                                                                                |
|  | anhingovití (Anhingidae)                                                                       |
|  |                                                                                                |
|  | kormoránovití (Phalacrocoracidae)                                                              |
|  |                                                                                                |

|  | anhingovití (Anhingidae)          |
|  |                                   |
|  | kormoránovití (Phalacrocoracidae) |
|  |                                   |

|  | terejovití (Sulidae)                                                                           |
|  |                                                                                                |
|  | \| \| anhingovití (Anhingidae) \| \| \| \| \| \| kormoránovití (Phalacrocoracidae) \| \| \| \| |
|  |                                                                                                |
|  | anhingovití (Anhingidae)                                                                       |
|  |                                                                                                |
|  | kormoránovití (Phalacrocoracidae)                                                              |
|  |                                                                                                |

|  | anhingovití (Anhingidae)          |
|  |                                   |
|  | kormoránovití (Phalacrocoracidae) |
|  |                                   |

### Vnitřní taxonomie

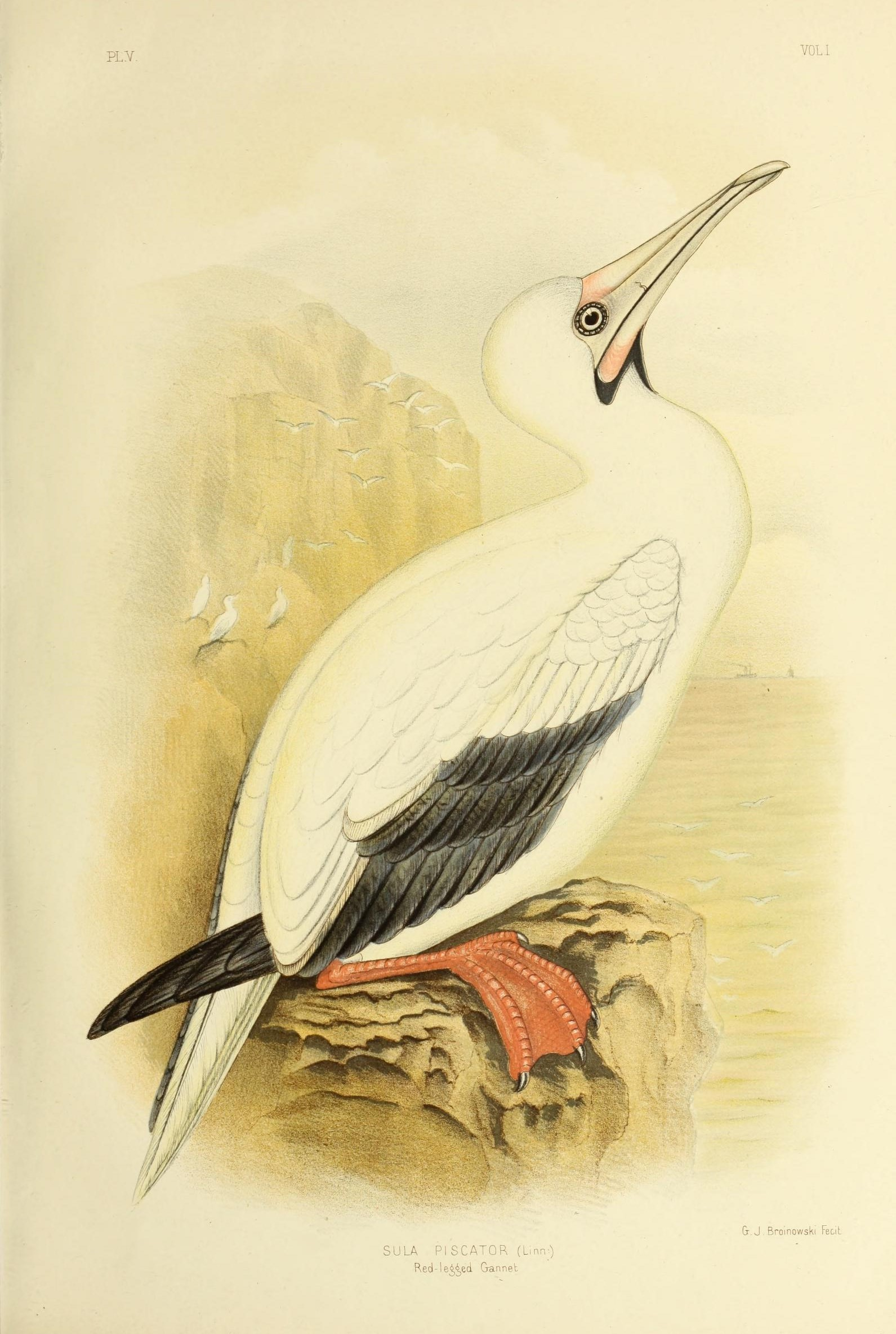
Ilustrace tereje červenonohého (1890)

V rámci terejovitých se rozeznávají 3 rody, a sice Morus, Papasula a Sula. I přes toto široce uznávané dělení do tří rodů se občas lze setkat s autory, kteří rozpoznávají pouze jediný rod terejovitých, a sice rod Sula. Bazální postavení zaujímá monotypický rod Papasula, resp. terej Abbottův (Papasula abbotti), což potvrzují morfologické i genetické studie. Podle genetického výzkumu z roku 2011 terej Abbottův divergoval z hlavní linie terejovitých někdy před 22 miliony lety, a rozdělení rodů Morus a Sula připadá na dobu asi před 17 miliony lety. Poslední společný předek rodu Sula žil v pozdním miocénu někdy před 6 miliony lety, načež došlo ke vzniku dalších druhů. K radiaci zástupců rodu Morus došlo snad před 2,5 miliony lety. Ve fylogenetickém stromě vztahy terejovitých vypadají takto:
|  | terej bílý (Morus bassanus)                                                                              |
|  | |
|  | \| \| terej jihoafrický (Morus capensis) \| \| \| \| \| \| terej australský (Morus serrator) \| \| \| \| |
|  | |
|  | terej jihoafrický (Morus capensis)                                                                       |
|  | |
|  | terej australský (Morus serrator)                                                                        |
|  | |

|  | terej jihoafrický (Morus capensis) |
|  |                                    |
|  | terej australský (Morus serrator)  |
|  |                                    |

|  | terej maskový (Sula dactylatra) |
|  |                                 |
|  | terej tichomořský (Sula granti) |
|  |                                 |

|  | terej modronohý (Sula nebouxii) |
|  |                                 |
|  | terej guánový (Sula variegata)  |
|  |                                 |

|  | terej maskový (Sula dactylatra) |
|  |                                 |
|  | terej tichomořský (Sula granti) |
|  |                                 |

|  | terej modronohý (Sula nebouxii) |
|  |                                 |
|  | terej guánový (Sula variegata)  |
|  |                                 |

|  | terej maskový (Sula dactylatra) |
|  |                                 |
|  | terej tichomořský (Sula granti) |
|  |                                 |

|  | terej modronohý (Sula nebouxii) |
|  |                                 |
|  | terej guánový (Sula variegata)  |
|  |                                 |

|  | terej maskový (Sula dactylatra) |
|  |                                 |
|  | terej tichomořský (Sula granti) |
|  |                                 |

|  | terej modronohý (Sula nebouxii) |
|  |                                 |
|  | terej guánový (Sula variegata)  |
|  |                                 |

|  | terej maskový (Sula dactylatra) |
|  |                                 |
|  | terej tichomořský (Sula granti) |
|  |                                 |

|  | terej modronohý (Sula nebouxii) |
|  |                                 |
|  | terej guánový (Sula variegata)  |
|  |                                 |

|  | terej maskový (Sula dactylatra) |
|  |                                 |
|  | terej tichomořský (Sula granti) |
|  |                                 |

|  | terej modronohý (Sula nebouxii) |
|  |                                 |
|  | terej guánový (Sula variegata)  |
|  |                                 |

|  | terej maskový (Sula dactylatra) |
|  |                                 |
|  | terej tichomořský (Sula granti) |
|  |                                 |

|  | terej modronohý (Sula nebouxii) |
|  |                                 |
|  | terej guánový (Sula variegata)  |
|  |                                 |

|  | terej maskový (Sula dactylatra) |
|  |                                 |
|  | terej tichomořský (Sula granti) |
|  |                                 |

|  | terej modronohý (Sula nebouxii) |
|  |                                 |
|  | terej guánový (Sula variegata)  |
|  |                                 |

|  | terej bílý (Morus bassanus)                                                                              |
|  | |
|  | \| \| terej jihoafrický (Morus capensis) \| \| \| \| \| \| terej australský (Morus serrator) \| \| \| \| |
|  | |
|  | terej jihoafrický (Morus capensis)                                                                       |
|  | |
|  | terej australský (Morus serrator)                                                                        |
|  | |

|  | terej jihoafrický (Morus capensis) |
|  |                                    |
|  | terej australský (Morus serrator)  |
|  |                                    |

|  | terej maskový (Sula dactylatra) |
|  |                                 |
|  | terej tichomořský (Sula granti) |
|  |                                 |

|  | terej modronohý (Sula nebouxii) |
|  |                                 |
|  | terej guánový (Sula variegata)  |
|  |                                 |

|  | terej maskový (Sula dactylatra) |
|  |                                 |
|  | terej tichomořský (Sula granti) |
|  |                                 |

|  | terej modronohý (Sula nebouxii) |
|  |                                 |
|  | terej guánový (Sula variegata)  |
|  |                                 |

|  | terej maskový (Sula dactylatra) |
|  |                                 |
|  | terej tichomořský (Sula granti) |
|  |                                 |

|  | terej modronohý (Sula nebouxii) |
|  |                                 |
|  | terej guánový (Sula variegata)  |
|  |                                 |

|  | terej maskový (Sula dactylatra) |
|  |                                 |
|  | terej tichomořský (Sula granti) |
|  |                                 |

|  | terej modronohý (Sula nebouxii) |
|  |                                 |
|  | terej guánový (Sula variegata)  |
|  |                                 |

|  | terej maskový (Sula dactylatra) |
|  |                                 |
|  | terej tichomořský (Sula granti) |
|  |                                 |

|  | terej modronohý (Sula nebouxii) |
|  |                                 |
|  | terej guánový (Sula variegata)  |
|  |                                 |

|  | terej maskový (Sula dactylatra) |
|  |                                 |
|  | terej tichomořský (Sula granti) |
|  |                                 |

|  | terej modronohý (Sula nebouxii) |
|  |                                 |
|  | terej guánový (Sula variegata)  |
|  |                                 |

|  | terej maskový (Sula dactylatra) |
|  |                                 |
|  | terej tichomořský (Sula granti) |
|  |                                 |

|  | terej modronohý (Sula nebouxii) |
|  |                                 |
|  | terej guánový (Sula variegata)  |
|  |                                 |

|  | terej maskový (Sula dactylatra) |
|  |                                 |
|  | terej tichomořský (Sula granti) |
|  |                                 |

|  | terej modronohý (Sula nebouxii) |
|  |                                 |
|  | terej guánový (Sula variegata)  |
|  |                                 |

Vnitřní taxonomické uspořádání terejovitých je stále v pohybu. Poslední druh terejovitých byl rozpoznán teprve v roce 2024, kdy byl po tzv. splitu tereje žlutonohého rozpoznán Sula brewsteri. Seznam všech druhů terejovitých zachycuje následující tabulka:
| Druhy terejovitých                 | Druhy terejovitých | Druhy terejovitých                                                                |
| Obecné a vědecké jméno             | Obrázek            | Areál rozšíření                                                                   |
| ---------------------------------- | ------------------ | --------------------------------------------------------------------------------- |
| terej bílý (Morus bassanus)        |                    | Západní Evropa a severní Amerika                                                  |
| terej jihoafrický (Morus capensis) |                    | Západní a jihozápadní Afrika                                                      |
| terej australský (Morus serrator)  |                    | Austrálie a Nový Zéland                                                           |
| terej Abbottův (Papasula abbotti)  |                    | Vánoční ostrov                                                                    |
| terej modronohý (Sula nebouxii)    |                    | Východní Pacifik                                                                  |
| terej maskový (Sula dactylatra)    |                    | tropy Indického, Tichého a západní části Atlantského oceánu                       |
| terej tichomořský (Sula granti)    |                    | východ Tichého oceánu                                                             |
| terej žlutonohý (Sula leucogaster) |                    | tropy Indického, Atlantského a Tichého oceánu kromě východní části Tichého oceánu |
| Sula brewsteri                     |                    | východ Tichého oceánu                                                             |
| terej červenonohý (Sula sula)      |                    | tropy většiny oceánů kromě východního Atlantiku a jihovýchodního Pacifiku         |
| terej guánový (Sula variegata)     |                    | západní pobřeží Jižní Ameriky                                                     |

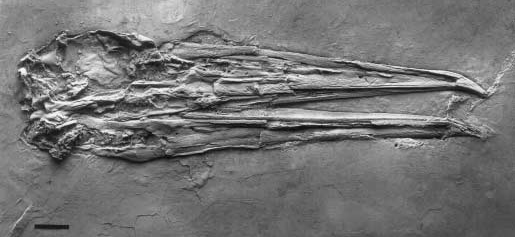
Lebka Masillastega rectirostris

Terejovití mají poměrně rozsáhlý fosilní záznam, který sahá až do střední / pozdního oligocénu. V roce 1985 se uvádělo, že bylo popsáno více než 20 fosilních druhů. Od té doby byla popsána řada dalších zástupců. Paleobiologická databáze (Paleobiology Database) v roce 2025 uváděla hned 12 fosilních druhů pro rod Sula a 14 fosilních zástupců pro rod Morus. Za jednoho z nejstarších fosilních druhů terejovitých se považuje Sula arvernensis z pozdního oligocénu. Zařazení raně oligocénního taxonu, který byl původně popsán jako Sula ronzoni, je nejisté. Zajímavým je rod Masillastega, jehož eocenní pozůstatky byly nalezeny v Německu. Na rozdíl od všech moderních terejovitých se totiž jednalo o sladkovodní druh. Řada fosilních zástupců terejovitých byla popsána už poměrně dávno a pouze na základě zbytkových kosterních pozůstatků, pročež fosilní záznam čeledi čeká na revizi.

## Ohrožení

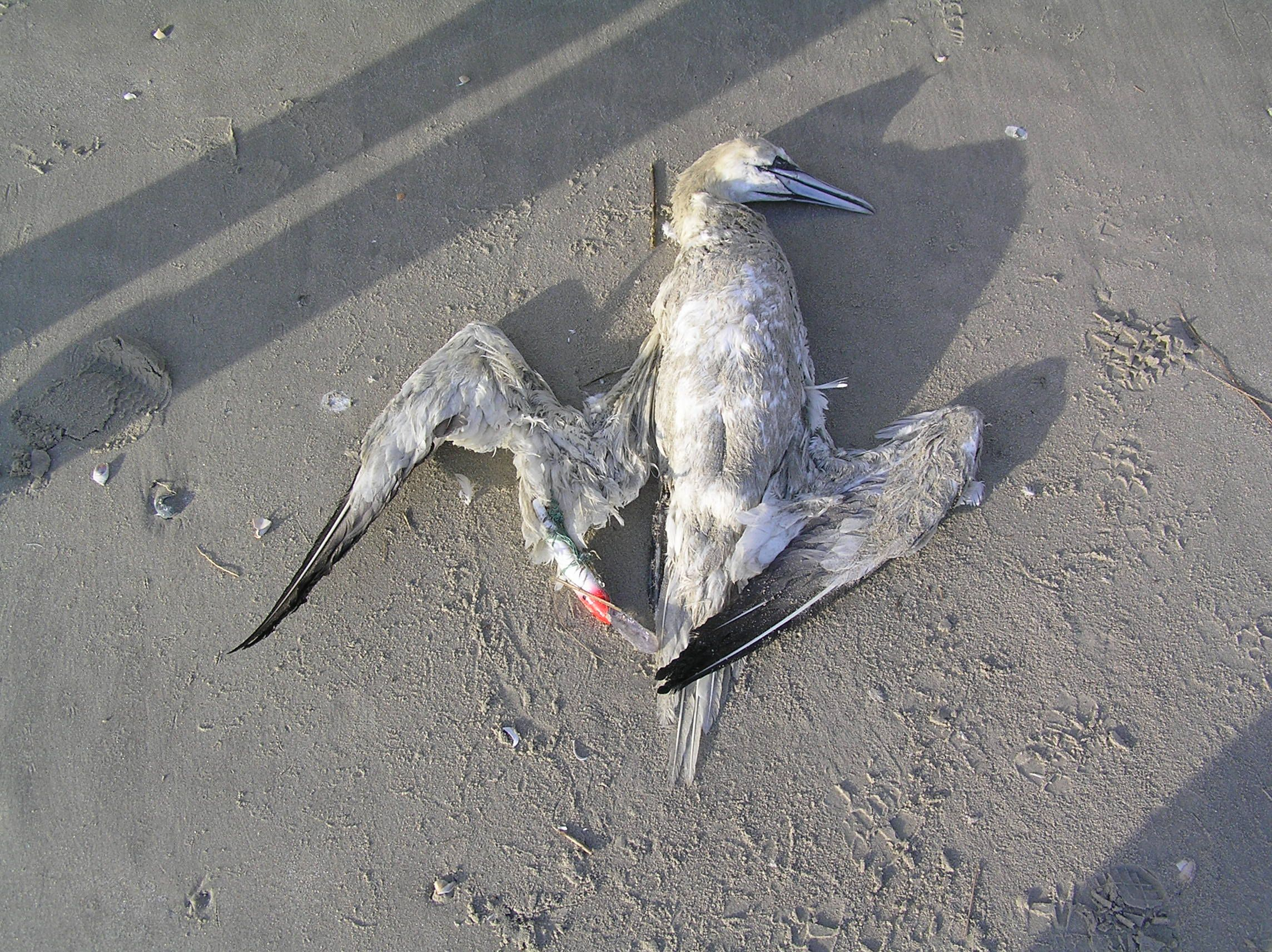
Terej uhynulý po zamotání do rybářského náčiní

Mezinárodní svaz ochrany přírody (IUCN) hodnotí většinu druhů terejů jako málo dotčené taxony. V ohrožení je terej Abbottův, který hnízdí pouze na Vánočním ostrově, což činí jeho populaci vysoce zranitelnou vůči nenadálým událostem, jako jsou různé přírodní katastrofy či ropné skvrny. Druh navíc čelí ztrátě hnízdních příležitostí v důsledku kácení lesů pro těžařské účely. Hrozbu jemu i dalším druhům terejů představuje i invazivní druh mravence Anoplolepis gracilipes, který může napadat hnízda i ptáčata, a jeho aktivity mají vliv na celý invadovaný biotop. Dalším ohroženým druhem je terej jihoafrický, jehož kolonie se vyskytují pouze na 6 lokalitách. Hlavní problém pro tereje jihoafrického představuje kolaps populace sardinek u pobřeží Namibie, k čemuž vedl dlouhodobý nadměrný rybolov spolu se změnami v životním prostředí. Terej guánový zaznamenal v minulosti náhlé populační poklesy v důsledku přírodních katastrof spojovaných s fenoménem El Niño. V některých tropických oblastech stále dochází ke sběru vajec terejů pro lidskou spotřebu. Všichni terejové jsou ohroženi zamotáním do rybářských sítí a vlasců nebo nechtěným odchytem. Zvláště v ohrožení jsou terejové ze severní polokoule, konkrétně terej bílý.